# Musik i Bulgarien
Musik i Bulgarien har sina rötter i musiktraditionerna på Balkanhalvön.

## Folkmusik

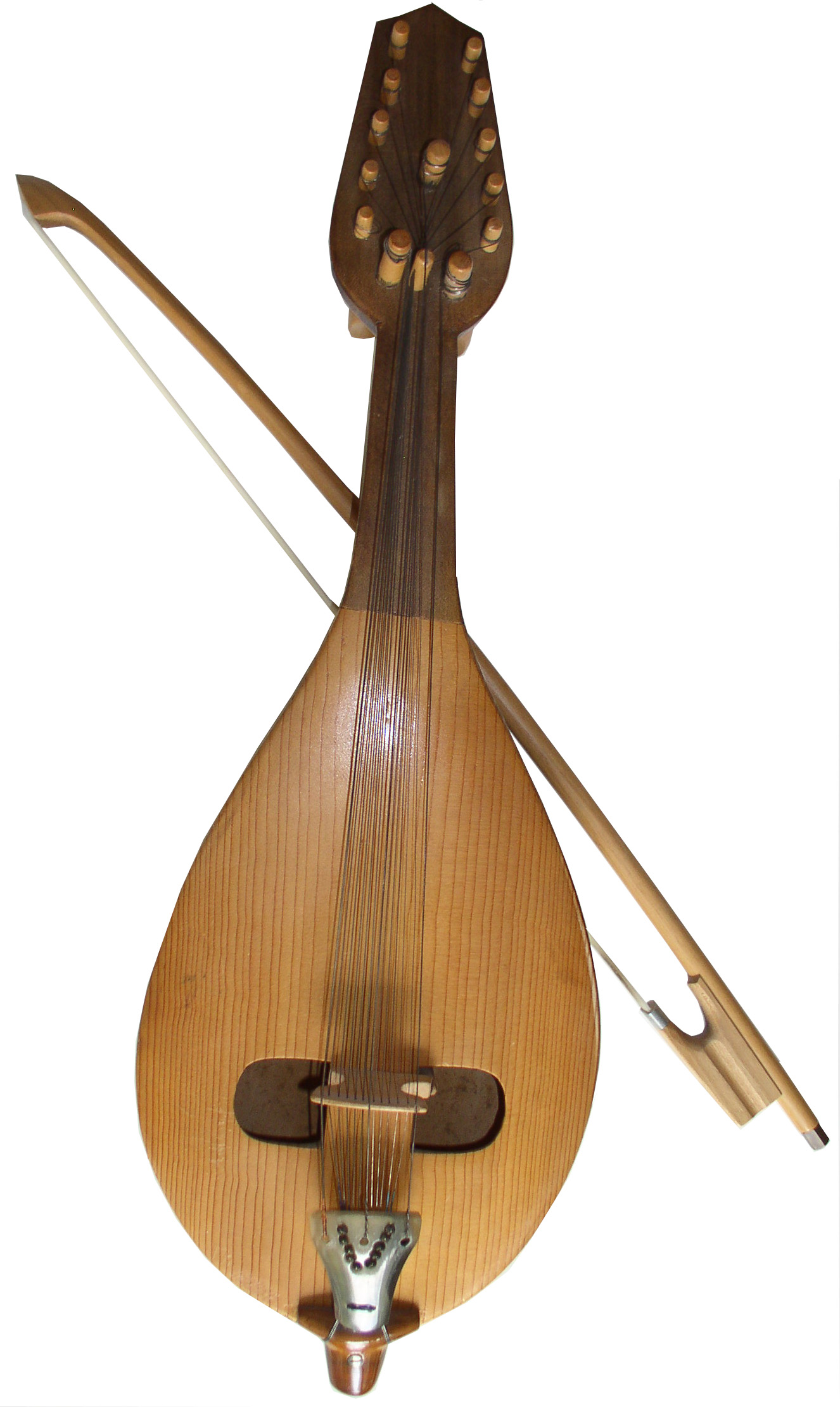
Gdulka

Le Mystere des Voix Bulgares är en kvinnlig kör från Bulgarien som sjunger folkmusik som har blivit populära. Kören startade 1952. Vanliga instrument i folkmusiken är bland annat
- Gaida en slags säckpipa
- Kaval en slags flöjt
- Gadulka ett stränginstrument
- Tapan en ramtrumma
- Tambura en slags luta
- Tarabuka en trumma

Andra vanliga instrument i Bulgarien
- Dragspel
- Klarinett
- Saxofon
- Trumset
- Basgitarr
- Gitarr

## Populärmusik

### Rockmusik
Det första kända rockbandet i Bulgarien var Srebyrnite Grivni som slog igenom på 1960-talet. Det mest kända bulgariska rockbandet någonsin är Shturtzite som bildades 1967. Ett annat band är Signal.

### Progressiv rock
Det mest kända bulgariska progressiva rockbandet någonsin är FSB som bildades 1976.

### New wave
På 1980-talet spelade de kultförklarade New wave-banden Review och Nova Generacia.

### Hårdrock och metal
Hårdrock blev känt i Bulgarien i slutet av 80-talet med banden Epizod, som bildades 1988, och B.T.R., som bildades 1984. Bandet Balkandji, som bildades 1999, spelar folk metal. De blandar bulgarisk folkmusik med hårdrock och heavy metal.

### Punk
1988 bildades bandet Hipodil som spelar ska-punk.

### Alternativ rock
Ostava som bildades 1991 är ett alternativt rockband från Bulgarien. De slog igenom 2000 och har blivit Bulgariens mest kända moderna rockgrupp.

### Pop
Lili Ivanova född 24 april 1939, var en av de största på 1960-talet och var en av pionjärerna inom bulgarisk popmusik. 
Emil Dimitrov född 23 december 1940, död 30 mars 2005 och Pasha Hristova född 16 juli 1946, död 21 december 1971, var också populära popsångare på 1960-talet och 1970-talet. 1969 bildades popgruppen Tonika som liknade den italienska gruppen Ricchi e Poveri.

### Blues
Det finns några bluesband i Bulgarien till exempel Poduene Blues Band.

### Chalga
Chalga är en blandning av folkmusik och vanlig pop. Chalga är mycket populärt i Bulgarien.

### Jazz
Jazzmusiker i Bulgarien är till exempel Milcho Leviev Theodosii Spassov och Yıldız İbrahimova.

### Rap
Rap är också populärt i Bulgarien. Några kända artister är Big Sha Spens och Upsurt.

## Klassisk musik
Det finns några kända operasångare i Bulgarien, till exempel Boris Christoff Ghena Dimitrova, Anna Tomowa Sintow, Nicolai Ghiaurov, Raina Kabaivanska. Anna-Maria Ravnopolska-Dean är en bulgarisk harpist och kompositör som har blivit berömd.

## Eurovision Song Contest
Det första bandet som skulle ha tävlat för Bulgarien var Kaffe år 2005 som dock inte gick vidare till finalen. År 2006 uppträdde Mariana Popova, men hon gick inte heller vidare till finalen. Året därpå lyckades Bulgarien komma till final med Elitsa Todorova och Stojan Yankoulov där de slutade på femte plats. År 2008 lyckades inte Bulgarien – med Deep Zone & Balthazar –  ta sig till final. Inte heller 2009 tog sig landets tävlande, Krassimir Avramov, vidare. År 2010 representerade Miroslav Kostadinov sitt land i Eurovision Song Contest, men gick inte vidare till finalen.

### Fotnoter
1. ↑  ”Poplight - Eurovision Song Contest”. Arkiverad från originalet den 20 februari 2010. https://web.archive.org/web/20100220142911/http://poplight.zitiz.se/eurovision-song-contest/2005. Läst 1 januari 2011.
2. ↑  ”Poplight - Eurovision Song Contest”. Arkiverad från originalet den 22 augusti 2010. https://web.archive.org/web/20100822132616/http://poplight.zitiz.se/eurovision-song-contest/2006. Läst 1 januari 2011.
3. ↑  ”Poplight - Eurovision Song Contest”. Arkiverad från originalet den 22 augusti 2010. https://web.archive.org/web/20100822132711/http://poplight.zitiz.se/eurovision-song-contest/2007. Läst 1 januari 2011.
4. ↑  ”Poplight - Eurovision Song Contest”. Arkiverad från originalet den 25 maj 2012. https://archive.is/20120525103505/http://poplight.zitiz.se/eurovision-song-contest/2008. Läst 25 maj 2012.
5. ↑  ”Poplight - Eurovision Song Contest”. Arkiverad från originalet den 12 juni 2010. https://web.archive.org/web/20100612095052/http://poplight.zitiz.se/eurovision-song-contest/2009. Läst 1 januari 2011.
6. ↑  ”Poplight - Eurovision Song Contest”. Arkiverad från originalet den 8 mars 2011. https://web.archive.org/web/20110308210841/http://poplight.zitiz.se/eurovision-song-contest/2010. Läst 1 januari 2011.